# Syncarpha dykei
Syncarpha dykei là một loài thực vật có hoa trong họ Cúc. Loài này được (Bolus) B.Nord. miêu tả khoa học đầu tiên năm 1989.